# Chiesa di San Bartolomeo (Salsomaggiore Terme)
La chiesa di San Bartolomeo è un tempio cattolico dalle forme rinascimentali e barocche, situato in via Giovanni Pascoli 2B a Salsomaggiore Terme, in provincia di Parma e diocesi di Fidenza; è sussidiaria della parrocchiale di San Vitale e fa parte del vicariato di Salsomaggiore Terme. Costituisce il più antico luogo di culto della città.

## Storia
La chiesa fu costruita nel 1568 dalla Confraternita Ducale del Sacro Sacramento, che ricevette in dono il terreno, precedentemente occupato da una salina, dalla nobile famiglia degli Arcimboldi.
Già nel XVII secolo l'edificio fu rimaneggiato, ma le maggiori modifiche furono compiute nel corso del XVIII secolo, quando, soprattutto negli interni, furono aggiunte numerose decorazioni barocche e una serie di opere d'arte.
Tra il 2015 e il 2016 il luogo di culto, danneggiato da un cedimento strutturale, fu sottoposto a lavori di consolidamento strutturale, restauro delle facciate e rifacimento delle coperture.

## Descrizione

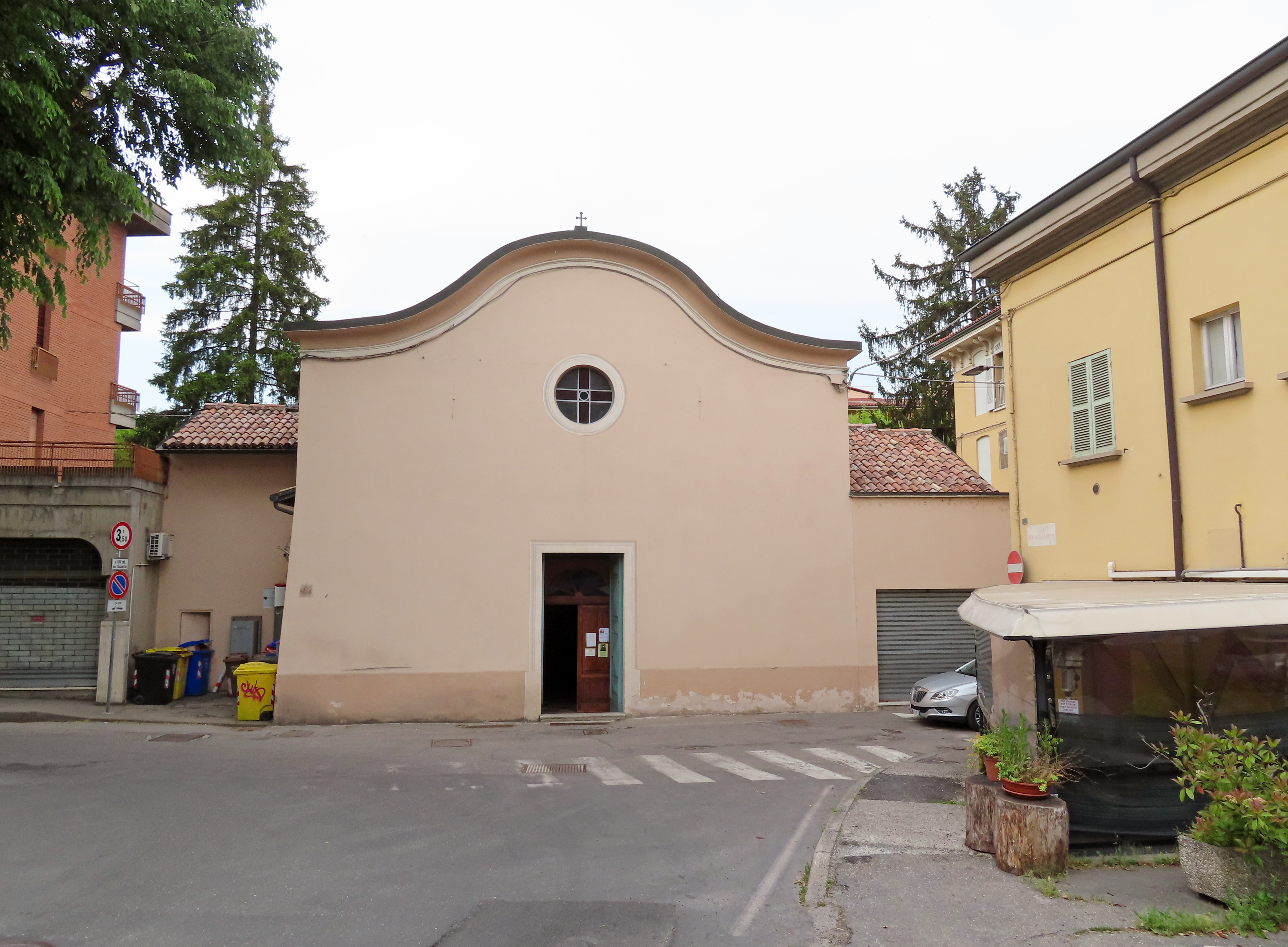
Facciata

La chiesa si sviluppa su un impianto a tre navate affiancate dalle cappelle laterali, con facciata a sud e presbiterio absidato a nord.
La semplice e simmetrica facciata, completamente intonacata, è caratterizzata dal sottile cornicione sommitale ad andamento mistilineo; al centro è collocato l'ampio portale d'ingresso delimitato da una cornice dipinta, mentre più in alto si apre nel mezzo un oculo.
All'interno la navata centrale, coperta da una volta a botte interamente decorata con affreschi, è suddivisa da quelle laterali, sormontate da volte a crociera intonacate, da una serie di massicci pilastri, ornati con lesene corinzie; sui fianchi si affacciano le cappelle laterali.
Il presbiterio absidato ospita l'altare maggiore marmoreo, decorato nel mezzo con due sculture raffiguranti altrettanti cherubini, che nascondono i tabernacoli contenenti alcune reliquie; anteriormente è collocato il paliotto in marmi policromi, risalente ai primi decenni del XVIII secolo. Sul fondo si staglia, all'interno di una cornice dorata racchiusa da un'ancona barocca dipinta ad affresco, la pala rappresentante l'Ultima Cena, realizzata nel primo quarto del XVII secolo; ai lati due nicchie accolgono le statue barocche in legno dipinto di San Corrado pellegrino a destra e San Bartolomeo a sinistra.
La chiesa conserva altre opere di pregio, tra cui otto tele rappresentanti gli Apostoli, risalenti all'incirca alla metà del XVIII secolo.